# Калвер, Чет
Честер Джон «Чет» Калвер (англ. Chester John "Chet" Culver, род. 25 января 1966, Вашингтон) — американский политик, представляющий Демократическую партию, 41-й губернатор штата Айова в 2007—2011 годах.

## Биография
Чет Калвер родился в Вашингтоне, его отец бывший член палаты представителей (1965—1975) и сенатор США (1975—1981) Джон Калвер. Чет выходец не только из семьи политиков, но и спортсменов: его отец играл в футбольной команде Гарварда, а его мать была чемпионкой по дайвингу. После окончания средней школы в Бетесде, штат Мэриленд Калвер получил футбольную стипендию и продолжил обучение в Политехническом университете Виргинии, который окончил в 1988 году со степенью бакалавра по политологии. Спортивная карьера для Чета завершилась после травмы колена. Он продолжил обучение и в 1994 году окончил Университет Дрэйка со степенью магистра.
Переехав в Айову Чет Калвер начинает свою политическую карьеру штатным сотрудником отделения Демократической партии США. Здесь он работает с Бонни Кэмпбелл во время её избирательной кампании на пост Генерального прокурора штата в 1990 году. Ранее Калвер работал лоббистом под руководством её мужа. С 1991 по 1995 год работал в офисе генерального прокурора адвокатом, защищая права потребителей и окружающую среду. В 1995 году Кэмпбелл получила назначение от Билла Клинтона в Министерство юстиции США, после чего Калвер, уже обладая степенью магистра, устроился на работу преподавателем в Де-Мойне. Он преподавал политическое устройство и историю сначала в средней школе Рузвельта, а затем в средней школе Гувера.
В 1998 году Калвер успешно баллотируется на должность секретаря штата Айова. На тот момент ему было всего 32 года, таким образом он стал самым молодым секретарём штата в США. Эта победа сразу же определила для молодого и амбициозного политика перспективы занять пост губернатора, однако за свои два срока значительных успехов не добился. Калвер разочаровал законодателей-республиканцев, добивавшихся изменений в системе голосования и подвергся жёсткой критике с их стороны. Кроме того, он возмутил республиканцев затягиванием объявления о победе президента Джорджа Буша на выборах 2004 года, в результате чего штат стал последним, признавшим их итоги. В должности секретаря штата создал Студенческий политический клуб Айовы, беспартийную молодёжную организацию призванную повысить гражданскую активность молодёжи штата. Также он работал над совершенствованием процесса голосования, с целью сделать его проще для избирателей и доступнее для инвалидов.
Чет Калвер участвовал в выборах губернатора в 2006 году и одержал победу. Тогда впервые после сессии 1965—1967 годов демократы контролировали одновременно и исполнительную и законодательную ветви власти штата Айова. Основными соперниками Калвера на право стать кандидатом в губернаторы от Демократической партии США были бывший директор Департамента экономического развития штата Майк Блоуин и представитель Эд Фаллон. Калвер выиграл праймериз Демократической партии, набрав 39 % голосов. Его соперником на всеобщих выборах 7 ноября 2006 года стал конгрессмен-республиканец Джим Нассли. Калвер одержал победу, заручившись поддержкой 54 % голосов избирателей против 44,6 % у Нассли.